# Вашляев, Борис Фёдорович
Бори́с Фёдорович Вашля́ев (17 июня 1948, Свердловск) — советский конькобежец и тренер-преподаватель по конькобежному спорту. Выступал на всесоюзном уровне в конце 1960-х — середине 1970-х годов, серебряный призёр чемпионата СССР на дистанции 10 000 метров, участник международных матчевых встреч, призёр первенств центральных советов спортивных обществ «Спартак» и «Динамо», мастер спорта СССР. Заслуженный тренер РСФСР, профессор, кандидат педагогических наук.

## Биография
Родился 17 июня 1948 года в Свердловске. Увлёкся конькобежным спортом в возрасте тринадцати лет, проходил подготовку в свердловской Школе высшего спортивного мастерства, был подопечным тренера Энгельса Петровича Бабина. Школьником несколько раз побеждал и попадал в число призёров на чемпионатах города, области и всего Урала в своей возрастной группе. Призёр зимней Спартакиады школьников РСФСР.
Окончив среднюю общеобразовательную школу, с 1966 года обучался на механико-технологическом факультете Свердловского института народного хозяйства. Состоял в институтской студенческой команде по конькобежному спорту, одержал победу на первенстве центрального совета добровольного спортивного общества «Спартак», в составе сборной команды РСФСР принимал участие в матчевых встречах со сборными командами ГДР, Финляндии и Швеции, в 1967 году выполнил норматив мастера спорта СССР. Наибольшего успеха на всесоюзном уровне добился в сезоне 1971 года, когда выступил на домашнем чемпионате СССР в Свердловске и завоевал серебряную медаль на дистанции 10 000 метров.
После окончания института в период 1972—1973 годов проходил срочную службу в рядах Вооружённых Сил СССР, служил во внутренних войсках, был членом штатной команды центрального совета физкультурно-спортивного общества «Динамо». Затем работал в Уральском отделении Академии наук СССР и выступал за свердловский спортивный клуб «Луч», оставался действующим спортсменом вплоть до 1980 года.
Ещё в 1976 году одновременно с выступлениями на соревнованиях Борис Вашляев занялся тренерской деятельностью. В течение последующих лет подготовил множество спортсменов-разрядников, нескольких мастеров спорта, шестеро из его учеников были признаны мастерами спорта международного класса. В его группе тренировался известный свердловский конькобежец Андрей Ануфриенко, серебряный призёр чемпионата мира, участник двух зимних Олимпийских игр. За весомый вклад в подготовку талантливых спортсменов-конькобежцев в 1991 года Вашляев удостоен почётного звания «Заслуженный тренер РСФСР».
Начиная с 1998 года работал детским тренером в конькобежной секции спортивного комбината «Юность», с 2000 года являлся преподавателем екатеринбургского филиала Уральской государственной академии физической культуры. Защитил диссертацию на тему «Оптимизация тренировочных воздействий в подготовке квалифицированных конькобежцев-многоборцев», кандидат педагогических наук. Регулярно принимал участие в соревнованиях по конькобежному спорту в качестве судьи республиканской категории, в частности судил чемпионаты СССР и России, был стартером. Награждён почётным знаком «За заслуги в развитии физической культуры и спорта». Отличник физической культуры и спорта (2000).